# Philip La Follette

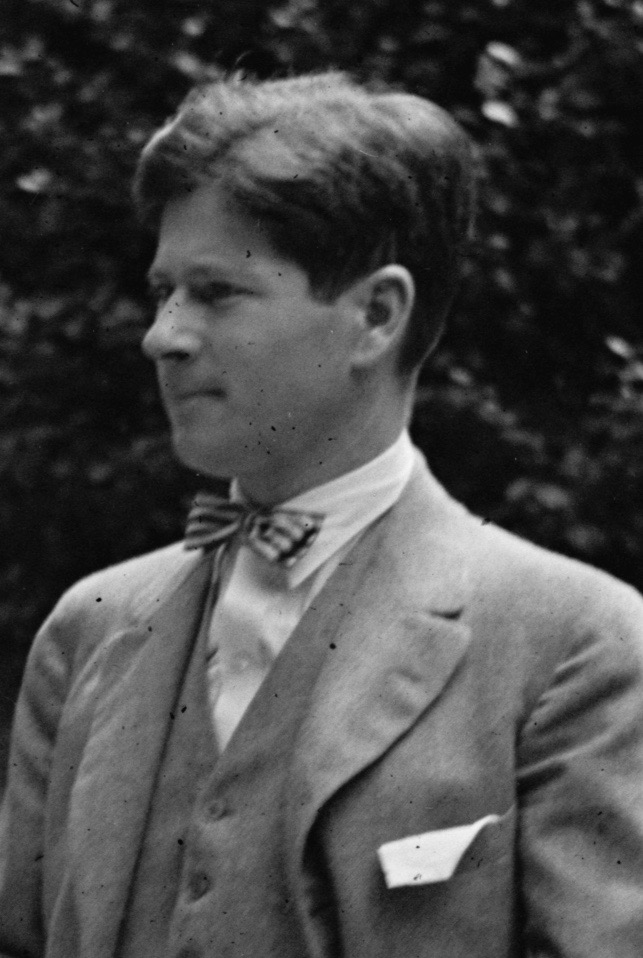
Philip La Follette (1925)

Philip Fox La Follette (* 8. Mai 1897 in Madison, Wisconsin; † 18. August 1965 ebenda) war ein US-amerikanischer Politiker und von 1931 bis 1933 sowie nochmals von 1935 bis 1939 Gouverneur des Bundesstaates Wisconsin.

## Leben
Philip La Follette war der Sohn des US-Senators und Gouverneurs von Wisconsin, Robert M. La Follette, und dessen Ehefrau Belle. Während des Ersten Weltkrieges war er Leutnant (Second Lieutenant) in der US Army. Nach dem Ende des Krieges setzte er seine Ausbildung mit einem Jurastudium an der University of Wisconsin fort. Nach seinem Examen und seiner Zulassung als Rechtsanwalt im Jahr 1922 konnte er als Jurist arbeiten.
1924 wurde La Follette für ein Jahr Bezirksstaatsanwalt im Dane County. Dann lehrte er selbst Jura an der University of Wisconsin, ehe er im Jahr 1930 die Nominierung der Republikanischen Partei für das Amt des Gouverneurs erringen konnte. Dabei schaffte er es, in den Vorwahlen den amtierenden Gouverneur Walter Kohler zu schlagen. Nachdem er die anschließenden eigentlichen Gouverneurswahlen gegen den Demokraten Charles E. Hammersley gewonnen hatte, wurde er am 5. Januar 1931 in sein neues Amt eingeführt.

### Erste Amtszeit als Gouverneur
Seine zweijährige erste Amtszeit wurde durch die Weltwirtschaftskrise überschattet, die in genau dieser Zeit auf ihren Höhepunkt zusteuerte. La Follette legte in diesen beiden Jahren ein Beschäftigungsprogramm auf, beschleunigte den Ausbau des Straßen- und Autobahnnetzes und führte ein Gesetz zur Arbeitslosenunterstützung ein. Auch die staatliche Aufsicht über die Banken und die Energieversorgung wurde verbessert.
Trotz aller Versuche des Gouverneurs konnte auch er keine Wende herbeiführen. Das sollte sich erst ab 1933 und mit Hilfe der Bundespolitik unter Präsident Franklin D. Roosevelt und dessen New Deal ändern. Aufgrund der fehlenden Erfolge in der Bekämpfung der Wirtschaftskrise verlor La Follette 1932 in den republikanischen Vorwahlen gegen Kohler, der sich damit für seine Niederlage, die er zwei Jahre zuvor einstecken musste, revanchierte. Allerdings verlor Kohler dann die eigentliche Wahl gegen den Demokraten Albert G. Schmedeman.

### Zweite und dritte Amtszeit
Nach seiner Niederlage in den republikanischen Vorwahlen des Jahres 1932 schied La Follette am 2. Januar 1933 aus seinem Amt aus und übergab es an seinen Nachfolger Schmedeman. Gleichzeitig löste er sich von den Republikanern und gründete eine dritte Partei, die er Wisconsin Progressive Party nannte. Diese Partei bekam in Wisconsin sehr schnell großen Zulauf. Im Jahr 1934 nominierte sie La Follette als ihren Spitzenkandidaten für die Gouverneurswahlen dieses Jahres. Nach seinem Wahlsieg konnte La Follette Schmedeman wieder ablösen. Durch seine Wiederwahl im Jahr 1936 konnte er zwischen Januar 1935 und Januar 1939 als Gouverneur amtieren. In dieser Zeit erholte sich die Wirtschaft langsam von der schweren Depression. La Follette führte viele der New-Deal-Maßnahmen in Wisconsin durch, einige sogar noch, bevor sie generell auf Bundesebene eingeführt wurden. Dazu gehörten auch einige Gesetze zur Einführung der Sozialversicherungen. 1938 scheiterte er bei dem Versuch, für eine weitere Amtszeit als Gouverneur gewählt zu werden. Diesmal unterlag er dem Republikaner Julius P. Heil.
Der Versuch La Follettes, seine Progressive Party auf Bundesebene zu etablieren, scheiterte Ende der 1930er Jahre. Politisch war er ein Anhänger des Isolationismus. Ähnlich wie sein Vater, der sich seinerzeit gegen die Teilnahme der USA am Ersten Weltkrieg gestellt hatte, war er gegen den Eintritt der Vereinigten Staaten in den Zweiten Weltkrieg. Nach Kriegsbeginn trat er dann aber wieder in die Armee ein und diente im Stab von General Douglas MacArthur. Im Jahr 1948 unterstützte er dessen erfolglosen Präsidentschaftsvorwahlkampf. Zwischen 1955 und 1959 war Philip La Follette Präsident der Firma Hazeltine Electronics. Er war mit Isabel Bacon verheiratet, mit der er drei Kinder hatte. Er starb 1965 in Madison, Wisconsin.